# Élisabeth Décultot
Élisabeth Décultot (* 13. Mai 1968 in Fécamp, Département Seine-Maritime) ist eine französische Germanistin, Kultur- und Literaturhistorikerin. Seit Februar 2015 ist sie Inhaberin der Alexander von Humboldt-Professur für Neuzeitliche Schriftkultur und europäischen Wissenstransfer an der Martin-Luther-Universität Halle-Wittenberg und seit September 2020 Geschäftsführende Direktorin des Interdisziplinären Zentrums für die Erforschung der europäischen Aufklärung.

## Leben
Von 1986 bis 1988 absolvierte Élisabeth Décultot ein Studium generale (classe préparatoire) am Pariser Lycée Henri IV und bestand 1988 die Aufnahmeprüfung zur École normale supérieure (ENS). Im Anschluss studierte sie von 1988 bis 1992 Germanistik und Romanistik an der ENS Rue d’Ulm in Paris, der Universität Paris IV (université Paris-Sorbonne) und an der FU Berlin. Nach Abschluss der Agrégation (Staatsprüfung für das höhere Lehramt) im Fach Deutsch (1992) und einem Studienaufenthalt an der Georg-August-Universität Göttingen (1993) wurde Décultot 1995 an der Universität Paris VIII mit der von Jacques Le Rider betreuten Arbeit Le discours sur la peinture de paysage dans le romantisme allemand. Fondements et enjeux d’un débat esthétique autour de 1800 promoviert. Von 1993 bis 1996 war Élisabeth Décultot Lehr- und Forschungsbeauftragte am Département d’études germaniques der Universität Paris VIII (Vincennes-Saint-Denis). Von 1996 bis 2005 war sie Forschungsmitarbeiterin (Chargée de recherche) des Centre national de la recherche scientifique (CNRS) in der Forschungsgruppe „Kulturtransfers“ innerhalb der gemeinsamen Forschungseinheit Pays germaniques (deutschsprachige Länder) von CNRS und ENS in Paris. 2004 habilitierte sie sich an der Universität Paris VIII mit der Schrift Histoire du discours sur l'art. France-Allemagne (1750–1850).
Ab 2005 war Élisabeth Décultot Forschungsprofessorin (Directrice de recherche) des CNRS, zunächst weiterhin in der gemeinsamen Forschungseinheit von CNRS und ENS zu deutschsprachigen Ländern (2005–2009), dann am Centre Marc Bloch in Berlin (2009–2011) und von 2011 bis 2014 am Centre Georg Simmel für deutsch-französische Forschungen in den Sozialwissenschaften (CNRS/EHESS) in Paris. Im Wintersemester 2007/2008 war Décultot Gastprofessorin des Elitenetzwerk Bayern an der Universität Augsburg. Im Mai 2008 war sie Visiting Scholar am Max-Planck-Institut für Wissenschaftsgeschichte Berlin und von 2008 bis 2010 Forschungsstipendiatin der Alexander von Humboldt-Stiftung an der Universität zu Köln und der Humboldt-Universität Berlin. Von 2009 bis 2013 leitete Décultot gemeinsam mit dem Göttinger Professor Gerhard Lauer das deutsch-französische Forschungsprojekt „Ästhetik. Geschichte eines deutsch-französischen Ideentranfers, 1750-1820“, finanziert von der Agence nationale de la recherche (ANR) und der Deutschen Forschungsgemeinschaft (DFG). 2017 hielt sie die Classicisms Lecture an der University of Chicago.
Seit Februar 2015 ist Élisabeth Décultot Alexander-von-Humboldt-Professorin am Germanistischen Seminar und am Interdisziplinären Zentrum zur Erforschung der europäischen Aufklärung (IZEA) der Martin-Luther-Universität Halle-Wittenberg. 2020 lehnte sie einen Ruf an die Universität Hamburg ab.
Décultot ist Mitglied des Direktoriums des IZEA, des Zentrums für Klassikforschung, des wissenschaftlichen Beirats des Research Center Sanssouci, des wissenschaftlichen Beirats des Deutschen Forums für Kunstgeschichte und der Dessau-Wörlitz-Kommission.
Élisabeth Décultot ist verheiratet und hat zwei Kinder.

## Forschungsschwerpunkte
- Geschichte der Kunsttheorie, Kunstgeschichtsschreibung und Ästhetik im 18.–19. Jahrhundert unter besonderer Berücksichtigung der europäischen Wissenstransfers
- Gelehrte Lese- und Schreibpraktiken von der frühen Neuzeit bis zur Gegenwart
- Deutsche Literatur der Aufklärung, Klassik und Romantik im europäischen Kontext

## Projekte und Forschungskooperationen
- 2006–2008: Klassizistisch-romantische Kunst(t)räume. Imaginationen im Europa des 19. Jahrhunderts und ihr Beitrag zur kulturellen Identitätsfindung, Forschungskonferenzen, gefördert von der DFG, dem Maison des Sciences de l’Homme (Paris) und der Villa Vigoni, in Kooperation mit der Universität Bergamo und der Georg-August-Universität Göttingen.
- 2009–2013: Ästhetik. Geschichte eines deutsch-französischen Ideentransfers (1750–1810)/Esthétique. Histoire d’un transfert franco-allemand (1750-1810); DFG/ANR-Projekt in Kooperation mit der Georg-August-Universität Göttingen.
- 2012–2014: Poétique et politique du récit historique, gefördert vom Centre interdisciplinaire d’études et de recherches sur l’Allemagne (CIERA, Paris) in Kooperation mit der École des Hautes Études en Sciences Sociales (Paris), der Martin-Luther-Universität Halle-Wittenberg, der Universität Paderborn, der Deutsch-Französischen Hochschule, der Universität Paris VIII und dem Deutschen Historischen Institut Paris.
- 2014ff.: gem. mit Hans Adler (University of Wisconsin–Madison): Edition der Gesammelten Schriften von Johann Georg Sulzer.[10]

## Ausstellungen
- 2010/2011 Musées de papier. L'Antiquité en livres, 1600–1800. Musée du Louvre Paris.

Katalog: Musées de papier. L'Antiquité en livres, 1600–1800, Editions du Musée du Louvre/Gourcuff-Gradenigo, Paris 2010.
- 2016/2017 Winckelmann. Moderne Antike. Neues Museum Weimar.[11][12][13][14]

Katalog: als Hrsg. mit Martin Dönike, Wolfgang Holler, Claudia Keller, Thorsten Valk und Bettina Werche: Winckelmann. Moderne Antike, München 2017.

## Stipendien und Preise
- 2008–2010 Humboldt-Stipendium für fortgeschrittene Wissenschaftler
- 2014 Verleihung einer Alexander-von-Humboldt-Professur durch die Humboldt-Stiftung[15]
- 2019 Mitglied der Sächsischen Akademie der Wissenschaften[16]

## Veröffentlichungen
Monografien
- Peindre le paysage. Discours critique et renouveau pictural dans le romantisme allemand, Tusson 1996.
- Johann Joachim Winckelmann. Enquête sur la genèse de l’histoire de l’art, Paris 2000.
- Untersuchungen zu Winckelmanns Exzerptheften. Ein Beitrag zur Genealogie der Kunstgeschichte im 18. Jahrhundert, Ruhpolding 2005.[17]

Editionen
- als Hrsg. mit Michel Espagne und Michael Werner: Johann Georg Wille: Briefwechsel, Max Niemeyer Verlag, Tübingen 1999.
- Johann Joachim Winckelmann: De la description, Macula, Paris 2006 (Einleitung, Übersetzung und Kommentar von E. Décultot)

Sammelbände
- als Hrsg. mit Christian Helmreich: Le paysage en Allemagne et en France autour de 1800, Presses Universitaires de France, Paris 1997.
- als Hrsg.: Ecrire l'histoire de l'art: France-Allemagne, 1750-1920, Presses Universitaires de France, Paris 2000.
- als Hrsg. mit Mark Ledbury: Théories et débats esthétiques au dix-huitième siècle. Eléments d’une enquête/Debates on Aesthetics in the Eighteenth Century. Questions of Theory and Practice, Paris 2001.
- als Hrsg.: „Esthétique“. Histoire d'un transfert franco-allemand, Presses Universitaires de France, Paris 2002.
- als Hrsg.: Lire, copier, écrire. Les bibliothèques manuscrites et leurs usages au XVIIIe siècle, CNRS Editions, Paris 2003.
- als Hrsg. mit Jacques Le Rider und François Queyrel: Le Laocoon. Histoire et réception, Paris 2003.
- als Hrsg. mit Stefanie Buchenau: Esthétiques de l’Aufklärung, Paris 2006.
- als Hrsg. mit Michel Espagne und Jacques Le Rider: Dictionnaire du Monde Germanique, Editions Bayard, Paris 2007.
- als Hrsg. mit Michel Espagne und François-René Martin: Johann Georg Wille (1715-1808) et son milieu: un réseau européen de l’art au XVIIIe siècle, Paris 2009.
- als Hrsg. mit Gilbert Heß, Elena Agazzi: Graecomania. Der europäische Philhellenismus, De Gruyter, Berlin, New York Berlin 2009.
- als Hrsg. mit Gilbert Heß, Elena Agazzi: Raffael als Paradigma. Rezeption, Imagination und Kult im 19. Jahrhundert, De Gruyter, Berlin, New York 2011.
- als Hrsg. mit Gerhard Lauer: Kunst und Empfindung. Zur Genealogie der kunsttheoretischen Fragestellungen in Deutschland und Frankreich im 18. Jahrhundert, Universitätsverlag Winter, Heidelberg 2012.
- als Hrsg. mit Gerhard Lauer: Herder und die Künste. Ästhetik, Kunsttheorie, Kunstgeschichte, Carl Winter Verlag, Heidelberg 2013.
- als Hrsg.: Lesen, Kopieren, Schreiben. Lese- und Exzerpierkunst in der europäischen Literatur des 18. Jahrhunderts, Berlin, Ripperger & Kremers 2014.
- als Hrsg. mit Helmut Pfeiffer, Vanessa de Senarclens: Genuss bei Rousseau, Königshausen & Neumann, Würzburg 2014.
- als Hrsg. mit Friedrich Vollhardt: Aufklärung. Interdisziplinäres Jahrbuch zur Erforschung des 18. Jahrhunderts und seiner Wirkungsgeschichte 27 (2015) [Thema: Winckelmann], Meiner, Hamburg 2015.
- als Hrsg. mit Daniel Fulda: Sattelzeit. Historiographiegeschichtliche Revisionen, De Gruyter, Berlin 2016.
- als Hrsg. mit Helmut Zedelmaier: Exzerpt, Plagiat, Archiv. Untersuchungen zur neuzeitlichen Schriftkultur, Mitteldeutscher Verlag, Halle an der Saale 2017.
- als Hrsg. mit Daniel Fulda, Christian Helmreich: Poetik und Politik des Geschichtsdiskurses. Deutschland und Frankreich im langen 19. Jahrhundert, Universitätsverlag Winter, Heidelberg 2018.
- als Hrsg. mit Phillip Kampa, Jana Kittelmann: Johann Georg Sulzer – Aufklärung im Umbruch, De Gruyter, Berlin 2018.
- als Hrsg. mit Jana Kittelmann, Andrea Thiele, Ingo Uhlig: Weltensammeln. Johann Reinhold Forster und Georg Forster. Wallstein-Verlag, Göttingen 2020.